# رودنباخ (راینلاند-فالتس)
رودنباخ (به آلمانی: Rodenbach) یک شهر در آلمان است که در کایزرسلاوترن واقع شده‌است.